# بطولة باوليستا 1915
في موسم 1915 من بطولة باوليستا، أقيمت بطولتان، كل منهما بواسطة دوري مختلف.